# Integripelta sextaria
Integripelta sextaria is een mosdiertjessoort uit de familie van de Eurystomellidae. De wetenschappelijke naam van de soort is voor het eerst geldig gepubliceerd in 2002 door Gordon, Mawatari & Kajihara.